# William Wallace
Sir William Wallace, ve skotské gaelštině Uilleam Uallas (cca 1270, Renfrewshire, Skotsko – 23. srpna 1305, Londýn, Anglie) byl skotský statkář, který se proslavil jako jedna z hlavních postav skotských válek za nezávislost a je ve Skotsku považován za národního hrdinu.
Spolu s Andrewem Morayem porazil anglickou armádu v bitvě u Stirlingského mostu a až do porážky v bitvě u Falkirku sloužil jako Ochránce Skotska. O několik let později byl Wallace dopaden v Robroystonu blízko Glasgowa a předán králi Eduardu I., který jej nechal popravit pro vlastizradu.
Wallace se stal inspirací pro báseň The Acts and Deeds of Sir William Wallace, Knight of Elderslie od minstrela z 15. století známého jako Blind Harry a tato báseň se do určité míry stala námětem pro scénář Randalla Wallace k filmu Statečné srdce z roku 1995.

## Původ a historické souvislosti
O Wallaceově rodině je známo velmi málo – možná pocházela z Walesu nebo z anglického hrabství Shropshire a patřila mezi následovníky Waltera Fitzalana (zemřel v červnu 1177), předka pozdější skotské královské dynastie Stuartovců. William se zřejmě narodil v Elderslie ve skotském hrabství Renfrewshire (nicméně některé zdroje uvádějí jako místo jeho narození Ellerslie v Ayrshire) jako druhý syn Alana Wallace z Elderslie, který byl rytířem a vazalem Jamese Stewarda, dalšího předka Stuartovců. Patřil tedy k nižší šlechtě, tzv. gentry. William byl svými dvěma strýci vychováván k povolání kněze, mimo jiné také ovládal francouzštinu a latinu. O jeho dalších osudech před rokem 1297 nejsou potvrzené zprávy, a proto se o nich spíše spekuluje.
V době Williamova narození (které není přesně datováno) vládl ve Skotsku Alexandr III. (ve středověké skotské gaelštině Alaxandair mac Alaxandair, v moderní gaelštině Alasdair mac Alasdair). Jeho vláda je vnímána jako období míru a ekonomické stability. Alexandr III. udržoval dobré vztahy s anglickými panovníky a úspěšně odrážel požadavky na svrchovanost Anglie nad Skotskem. V roce 1286 zemřel po pádu z koně; nepřežilo ho ani jedno z jeho dětí.
Skotská šlechta prohlásila královnou jeho čtyřletou vnučku Markétu (přezdívanou "Norská panna"). Kvůli jejímu nízkému věku šlechta ustanovila dočasnou vládu, dokud Markéta nedospěje. Anglický král Eduard I. (známý mimo jiné jako Dlouhán) využil této nestability ke sjednání Birghamské smlouvy, která Markétu zasnoubila s jeho synem Eduardem a zajistila Skotsku status samostatného království. Markéta I. však onemocněla a ve věku sedmi let zemřela během cesty z rodného Norska do Skotska. Téměř okamžitě se objevilo několik uchazečů o trůn.
Do hrozících bojů o skotský trůn vstoupil Eduard I. jako rozhodčí soudce – jako mocný soused a významný právník nemohl být ignorován. Před vypuknutím procesu trval i přes své předchozí sliby na tom, aby jej uchazeči uznali jako rozhodujícího vládce Skotska. Po počátečním odporu jeho podmínku uznali všichni hlavní uchazeči včetně  Jana Balliola a Roberta Bruce (děd Roberta Bruce, který se později stal králem). Začátkem listopadu roku 1292 bylo rozhodnuto ve prospěch Jana Balliola, který měl na trůn největší právo. Formální prohlášení učinil Eduard I. 17. listopadu 1292.
Eduard I. přikročil k odvolání vládnoucích Ochránců Skotska, a dokonce předvolal krále Jana I. k soudu jako obyčejného zločince. Balliolovi stoupenci včetně biskupa ze St. Andrews Frasera a vévody z Buchanu Johna Comyna se u Eduarda I. dožadovali dodržení slibu daného v Birghamské smlouvě a respektování práv Skotska. Eduard však smlouvu popřel. V březnu 1296 vypověděl Jan I. poslušnost, načež Eduard koncem měsíce vtrhl do hraničního města Berwick-upon-Tweed a vyplenil jej. Zavraždil téměř všechny své protivníky, kteří zde sídlili, přestože uprchli do svých domovů. V dubnu byli Skotové poraženi v bitvě u Dunbaru a v červnu král donutil Jana I. abdikovat. Pak poručil svým úředníkům sesbírat od zhruba 1800 skotských šlechticů prohlášení o poslušnosti.

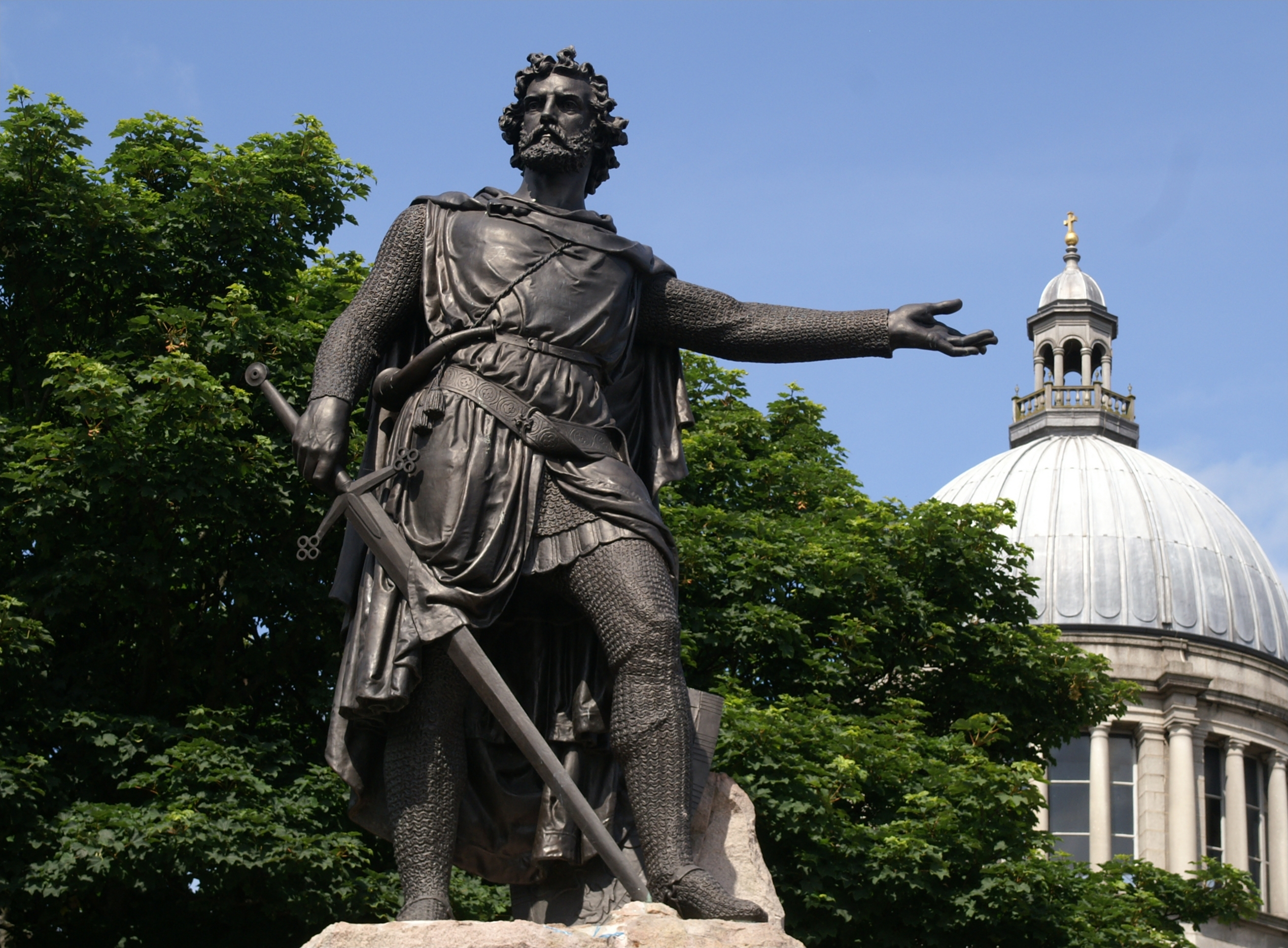
Socha Williama Wallace v Aberdeenu

## Válka za nezávislost
Za Wallaceovo první vystoupení proti Angličanům se považuje potyčka v městě Lanark, při níž zabil dva vojáky. Poté se z něj stal psanec. Sir William Heselrig, anglický guvernér města Lanark, ve snaze chytit Wallace zajal a později popravil Marion Braidfute, která prý byla jeho tajnou ženou. V květnu 1297 se Wallace pomstil a Heselriga zabil. Tak alespoň popisuje Wallaceovy začátky legenda. Jisté je, že Wallace kolem sebe soustředil malou armádu a v srpnu 1297 se spojil se silami, které vedl Andrew Moray u města Stirling.

### Bitva u Stirlingského mostu
Došlo k ní 11. září 1297. Skotská armáda pod vedením Wallace a Moraye byla slabší početně i výzbrojí, ale využila skutečnosti, že most byl tak úzký, že se na něj vešli vedle sebe pouze dva jezdci. Angličané pod vedením hraběte ze Surrey podcenili sílu skotské armády a pokusili se most přejít. Skotové nezaútočili hned, ale až ve chvíli, kdy přes most přešel předvoj anglické armády – asi 5400 pěších a několik set jezdců. V rychlém útoku obsadili přístup k mostu a tím odřízli předvoj od zbytku armády. Z nastalé řeže unikli jen ti, kdo stihli odhodit zbroj a přeplavat řeku. Převážná část anglické armády zůstala nedotčena, hrabě ze Surrey však ztratil odvahu, nechal most strhnout a odtáhl.

### Ochráncem království a velitelem jeho armád
Tato bitva dala Skotům naději. Po bitvě byl William pasován na rytíře (pravděpodobně Robertem Brucem) a prohlášen Ochráncem či Strážcem Skotska a velitelem jeho armád po dobu nepřítomnosti krále Jana I. Během zbytku roku a začátku dalšího se Wallace pokoušel stmelit skotskou šlechtu. Když v dubnu 1298 vtáhli Angličané do Skotska, vyhýbal se Wallace bitvě.

### Bitva u Falkirku
Konečně 21. července 1298 se skotská a anglická armáda střetly v bitvě. Wallace zaujal obranné postavení tvořené čtyřmi čtverci kopiníků, tzv. schiltron. Tato obranná hráz kopí měla zastavit anglickou těžkou jízdu a zároveň poskytnout krytí lukostřelcům a lehké jízdě. Ta měla po zastavení Angličanů využít zmatku v jejich řadách a rozehnat je. Tento plán počítal se součinností šlechtické těžké jízdy, která měla napadnout anglický týl a porazit velšské lučištníky. Rytíři ale Wallace zradili a opustili pole. Těžkopádná formace Skotů nemohla za této situace nijak manévrovat. Anglický velitel, jímž byl král Eduard I., této situace využil a nechal před útokem jízdy lučištníky, aby „připravili půdu“. Oslabené skotské schiltrony nedokázaly odolat náporu těžké jízdy a bitva skončila naprostým zničením skotské armády.
Podobný plán použil Robert Bruce v bitvě u Bannockburnu. Zde však díky tomu, že jeho jízda zničila anglické lukostřelce, skončila bitva drtivým vítězstvím Skotů.

### Další osudy
Po prohrané bitvě se Wallace v září 1298 vzdal titulu Ochránce království ve prospěch Roberta Bruce, hraběte z Carricku a Johna Comyna z Badenochu, bratrance zajatého krále Jana. Doufal tak, že tím donutí spolupracovat dva rivaly v boji o skotský trůn. To se částečně dařilo, v roce 1302 se ale Robert Bruce smířil s anglickým králem. Skotský odpor se pomalu hroutil. Wallace se pokusil zabránit úplné porážce tím, že se vydal hledat podporu do Francie. Výsledek této mise je nejasný. Wallace byl po návratu zajat, takže pokud došlo k nějaké dohodě s Francouzi, nebyla naplněna.

## Zajetí a poprava

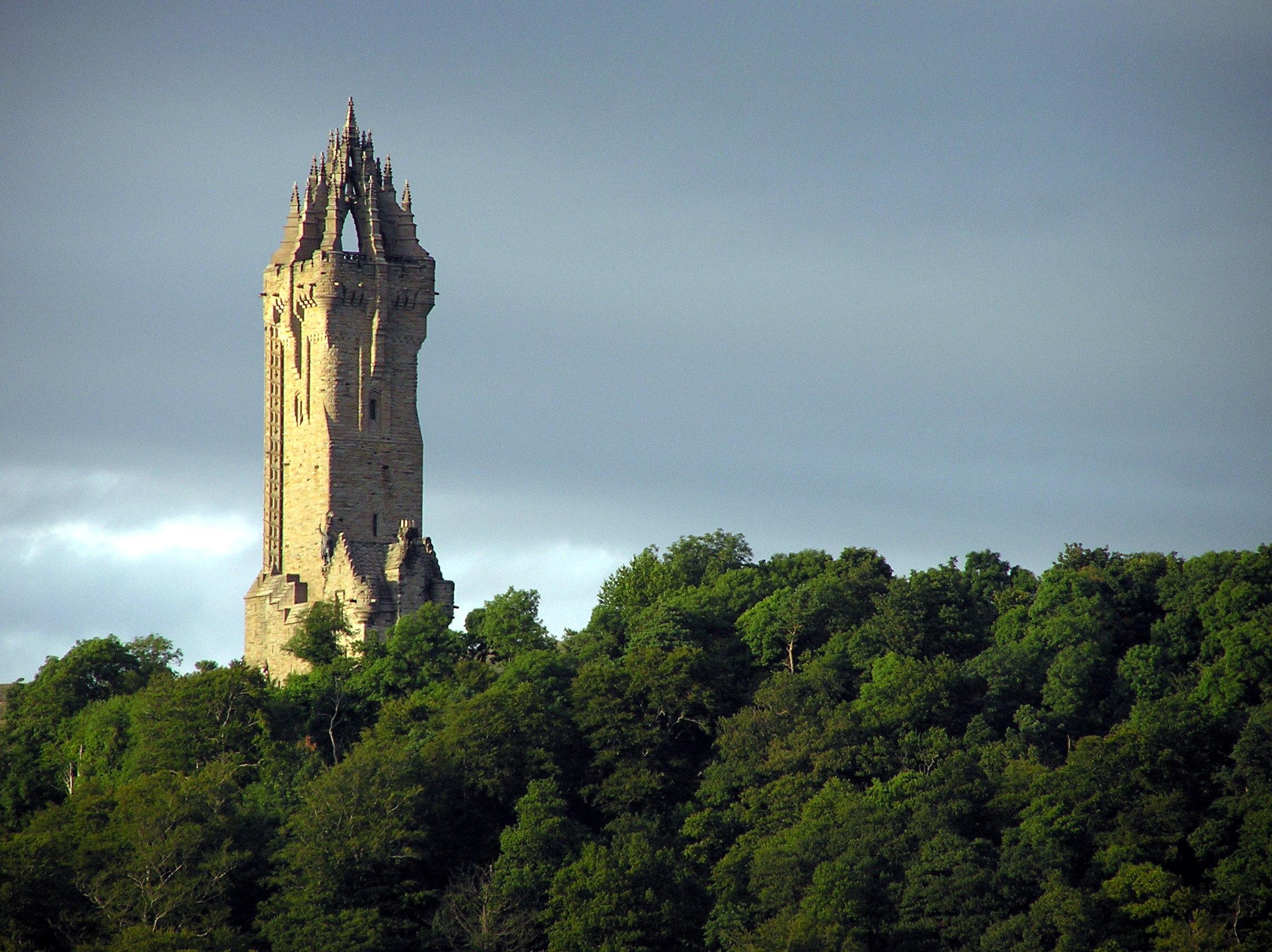
Wallaceho památník stojící nedaleko Stirlingu

Wallace byl zrazen skotským šlechticem (pravděpodobně Johnem de Menteithem) a zajat. Došlo k tomu někdy v létě 1305 před 5. srpnem. Byl převezen do Londýna, kde byl obviněn z velezrady. Jelikož stále pokládal za krále Skotska Jana I., tvrdil, že nemohl zradit Eduarda I., který nebyl jeho králem, a ani mu nepřísahal věrnost. Soud ho shledal vinným a jelikož Eduard I. doufal, že s jeho smrtí skončí odpor a zároveň zastraší Skoty, byl 23. srpna 1305 podroben drastické popravě rozčtvrcením. Eduardovi jeho předpoklad nevyšel a už v roce 1306 se mu znovu postavil Robert Bruce. Eduard I. se vydal na další tažení do Skotska, cestou ale zemřel.
Osvobození Skotska byl proces, který trval ještě několik let. Roku 1314 jej dovršil Robert Bruce, který byl v té době již králem Robertem I. (korunován 27. března 1306), když rozdrtil vojsko krále Eduarda II. v bitvě u Bannockburnu.

## Inspirace v umění
Životem Williama Wallace byl volně inspirován film Statečné srdce (v originále Braveheart, 1995, režie a hlavní role Mel Gibson).